# Osternienburger Land
Osternienburger Land est une commune de l'arrondissement d'Anhalt-Bitterfeld en Saxe-Anhalt, en Allemagne. Elle a été créée le 1er janvier 2010 dans le cadre de la réforme communale en Saxe-Anhalt.

## Géographie
La commune de Osternienburger Land est située entre les quatre villes de Aken, Dessau-Roßlau, Köthen et Bernbourg.